# أسماك كونمينغ
أسماك كونمينغ (الاسم العلمي:†Myllokunmingiida) هي رتبة من اللافكيات تتبع طائفة مستديرات الفم.

## التصنيف
- †سمك كونمينغ